# Симон Балард
Симон Балард (на френски: Simone Ballard) е френска оперна певица, мецосопран и контраалт, с участия включително в Ла Манание (на френски: La Monnaie) в Брюксел.

## Биография
Симон Балард е родена в Париж на 26 март 1895 г. И двамата родители са били ангажирани в Парижката опера: баща ѝ, Луи Балар, като бас 1894 – 1897, докато майка ѝ, Берт Бронвил (на френски: Berthe Bronville) (р. 6 март 1865 в Париж), се отказва от кариерата си, когато се омъжва през 1891 г.
Балард получава образованието си в националната консерватория в Париж. Прави своя дебют в операта в Ла Манание през 1921 г. като Амнерис в „Аида“ на Верди.
Появява се в първите постановки на няколко опери в Ла Манание, включително като медицинската сестра Ксения в „Борис Годунов“ на Модест Мусоргски (1921 г.)
Оттегля се от сцената, когато се омъжва за композитора и диригент Алберт Уолф през 1940 г.
Умира на 8 октомври 1978 г. в Си Фур ле Плаж, южна Франция.